# ويليام مارش
ويليام مارش (بالإنجليزية: William Marsh)‏ (10 سبتمبر 1917 في المملكة المتحدة - 6 فبراير 1978) هو لاعب كريكت بريطاني. لعب مع نادي مقاطعة غلاموركن للكريكت ‏.